# Бурж-1 (кантон)
Бурж-1 (фр. Bourges-1) — кантон во Франции, находится в регионе Центр, департамент Шер. Входит в состав округа Бурж.
Код INSEE кантона — 1805. В кантон Бурж-1 входит одна коммуна — Бурж.
Население кантона на 2007 год составляло 11 280 человек.